# Zanonia
Zanonia es un género con 20 especies de plantas con flores perteneciente a la familia Cucurbitaceae. 

## Especies seleccionadas
| - Zanonia angulata - Zanonia bibracteata - Zanonia capricornica - Zanonia cissoides - Zanonia clarkei - Zanonia clavigera - Zanonia heterosperma - Zanonia hookeri - Zanonia indica - Zanonia integerrima | - Zanonia laxa - Zanonia macrocarpa - Zanonia oblonga - Zanonia pedata - Zanonia philippinensis - Zanonia sarcophylla - Zanonia stephensiana - Zanonia timorana - Zanonia timorensis - Zanonia wightiana |

## Sinonimia
- Juppia, Penar-Valli, Penarvallia